# Кінець гри
«Кінець гри» (фр. Fin de partie) — опера на одну дію Дьордя Куртага на французьке лібрето, адаптоване композитором з п'єси «Ендшпіль» (фр. Fin de partie) Самуеля Беккета з включенням постановки англомовної поеми Беккета «Округлий» на початку опери. Куртаг повністю назвав цей твір таким чином:
Семюел Бекетт: Fin de partie: scènes et monologues, opéra en un acte
Куртаг присвятив оперу пам'яті професору Ференцу Фаркашу і Тамашу Блюму.

## Історія
Опера написана на замовлення театру Ла Скала і вперше поставлена 15 листопада 2018 року. Режисером прем'єрної постановки виступив П'єр Ауді з дизайнерами сцени та костюмів Крістофа Хетцера та дизайном освітлення Урсом Шенебаумом. Прем'єрне виконання стало спільною постановка Ла Скала та Голландської національної опери (DNO), Амстердам.
За рекомендацією Дьордя Лігеті Куртаг подивився постановку п'єси Беккета в Парижі в 1957 році. Вистава справила враження на Куртага, яке він описав американському музичному критику Джеремі Ейхлеру як «одне з найсильніших переживань мого життя». У своїй опері Куртаг скоротив п'єсу, зберігши близько 60 % французького тексту. Він визнав, що при написанні опери орієнтувався на творчість Клаудіо Монтеверді.
Замовлення Куртаг отримав від театру Ла Скала в 2010 році. Куртаг витратив 8 років на створення опери за сприяння дружини Марти. Куртаг не брав участь у світовій прем'єрній виставі, оскільки його слабке здоров'я не дало змоги подорожувати з Будапешта до Мілана.

## Синопсис
Дійові особи:
- Хамм, літній джентльмен, прикутий до інвалідного візка
- Клов, слуга Хамма, який не може сісти
- Нагг і Нелл, старі батьки Хамма, закуті у сміттєвому баку, інваліди без ніг

Напруженість між чотирма персонажами змушує кожного з них:
- Хамм не може винести батьків та їх балаканину.
- Нелл ледве переносить Нагг.
- Клов стомлений від інших.

1. Пролог: Нелл — перший персонаж, який з'явився, і пропонує для початку сюжет «Roundelay». Її слова навіюють спогади одиноким звуком кроків на пляжі.
2. Пантоміма Клова: з'являються Клов і Хамм. Клов тримається непевно, робить повторювані жести, що перебиваються коротким, нервовим сміхом.
3. Перший монолог Клова: Клов говорить про те, що поточна ситуація можливо скоро закінчиться.
4. Перший монолог Хамма: навпаки, Хамм думає про страждання своїх та батьків. Він відчуває зневіру та виснаження і стверджує, що не може вирішити поточні обставини.
5. Бін: Нагг та Нелл, обидва страшенно стомлені від своїх тривалих переживань та взаємного нерозуміння. Вони згадують катастрофу на велосипеді в Арденнах, через яку вони втратити ноги. Згадують також подорожі на човні по озеру Комо. Ці спогади — їхні єдині щасливі спогади, що дарують їм трохи ностальгії за спільним життям. Хамм хоче спати, його дратує балаканина батьків, і він наказує Клову кинути у море сміттєві баки разом з Наггом та Неллою. Тим часом Нелл помирає, очевидно, непомітно для інших.
6. Роман: Хамм хоче розповісти Наггу історію. У минулі дні батько приходив до нього на Святвечір, просячи хліба для сина. Хамм вирішив взяти його на себе.
7. Монолог Нагга: Нагг пам'ятає, коли Хамм був молодий і потребував його.
8. Передостанній монолог Хамма: Хамм обдумує свої складні стосунки з іншими.
9. Діалог Хамма та Клова: Хамм просить у Клова заспокійливе. Клов відповідає, що заспокійливе закінчилося.
10. «Все закінчилося, Клов» і Водвіль Клова: Хамм каже Клову, що він більше не потрібен йому, але потім просить Клова сказати щось, що він може запам'ятати, перш ніж від'їхати. Клов зауважує, що Хамм до цього моменту ніколи не говорив з ним. Лише тепер, коли він збирається виїхати, Хамм звернув на нього увагу.
11. Останній монолог Клова: Клов говорить про свій стан. Він ніколи не розумів, що означають слова «любов» і «дружба». Він також відчуває себе старим, втомленим і нездатним змінитися. Він пов'язаний зі своєю повторюваною і незмінною щоденною рутиною.
12. Перехід до Фіналу: Хамм дякує Клову, що Клов ось-ось піде.
13. Останній монолог Хамма: Клов ось-ось піде, але ще не зрушився. Хамм розуміє, що його залишили в спокої.
14. Епілог: Хамм розуміє, що тепер тільки він — і лише він закінчує гру.

## Рецензії
«The Guardian» за рішення Ендрю Клементс і Фіона Меддокс оцінили оперу повними п'ятьма зірками. Алекс Росс заявив у «Нью-Йоркері», що «здається рівним текст знаменитого тексту, на якому він заснований. Бекетт весь цей час чекав на Куртага». Пізніше опера посіла четверте місце в опитуванні «The Guardian» про найвизначнііші твори класичної музики 21 століття. Опера здобула нагороду International Opera Awards, як найкраща оперна прем'єра 2019-го року.